# Pluto (Halbtaucherschiff)
Pluto ist ein Halbtaucher des Ministeriums für Innere Sicherheit der Vereinigten Staaten und darin dem Directorate for Science and Technology. Es dient der Simulation von Drogen-U-Booten.
Benannt ist das Schiff nach dem Zwergplaneten Pluto. Das Schiff weist die Charakteristiken der sogenannten narco subs auf. Heimathafen des Schiffes ist die Eglin Air Force Base, nahe Fort Walton Beach, Florida. Es wird von der 46th Test Squadron der US Air Force unterhalten. Verschiedene militärische und zivile Anwender testen ihre Erkundungsfähigkeiten an dem Boot. So erproben unter anderem die U.S. Coast Guard, Customs and Border Protection/Air and Marine (CBP/OAM), die US Navy, die US Air Force und andere ihre remote sensing capabilities an Pluto im Golf von Mexiko, Atlantik und dem Pazifik. Die Customs and Border Protection nutzte Pluto, um die Fähigkeiten ihrer De Havilland DHC-8 zu testen. Die Navy testete das Radarsystem ihres Seeaufklärers Lockheed P-3 an dem Boot.
Pluto ist über 13 Meter lang und erreicht eine Geschwindigkeit von zehn Knoten. Das Schiff ist für drei bis vier Personen ausgelegt. Es verfügt über UKW- und Kurzwellenfunk. Die genauen Spezifikationen des Schiffes unterliegen der Geheimhaltung.